# Escudeiros e Penso (Santo Estêvão e São Vicente)
Escudeiros e Penso (Santo Estêvão e São Vicente) (oficialmente: União das Freguesias de Escudeiros e Penso (Santo Estêvão e São Vicente)) é uma freguesia portuguesa do município de Braga, com 8,04 km² de área e 1823 habitantes (censo de 2021). A sua densidade populacional é 226,7 hab./km².

## História
Foi constituída em 2013, no âmbito de uma reforma administrativa nacional, pela agregação das antigas freguesias de Escudeiros, Santo Estêvão do Penso e São Vicente do Penso e tem a sede em Escudeiros.

## Demografia
A população registada nos censos foi:
| Distribuição da População por Grupos Etários | Distribuição da População por Grupos Etários | Distribuição da População por Grupos Etários | Distribuição da População por Grupos Etários | Distribuição da População por Grupos Etários |
| -------------------------------------------- | -------------------------------------------- | -------------------------------------------- | -------------------------------------------- | -------------------------------------------- |
| Ano                                          | 0-14 Anos                                    | 15-24 Anos                                   | 25-64 Anos                                   | > 65 Anos                                    |
| 2001                                         | 357                                          | 317                                          | 930                                          | 212                                          |
| 2011                                         | 327                                          | 231                                          | 1037                                         | 269                                          |
| 2021                                         | 250                                          | 201                                          | 1016                                         | 356                                          |

À data da junção das freguesias, a população registada no censo anterior (2011) foi:
| Freguesia atual                                  | Freguesia atual  | Freguesia atual | Freguesias antigas     | Freguesias antigas | Freguesias antigas |
| Freguesia                                        | População (2011) | Área (km²)      | Freguesia              | População (2011)   | Área (km²)         |
| ------------------------------------------------ | ---------------- | --------------- | ---------------------- | ------------------ | ------------------ |
| Escudeiros e Penso (Santo Estêvão e São Vicente) | 1864             | 8,04            | Escudeiros             | 1115               | 4,22               |
| Escudeiros e Penso (Santo Estêvão e São Vicente) | 1864             | 8,04            | Santo Estêvão do Penso | 435                | 2,24               |
| Escudeiros e Penso (Santo Estêvão e São Vicente) | 1864             | 8,04            | São Vicente do Penso   | 314                | 1,58               |